# 기원전 8년

## 연호
- 전한(前漢) 수화(綏和) 원년

## 기년
- 전한(前漢) 성제(成帝) 25년
- 신라(新羅) 혁거세 거서간(赫居世居西干) 50년
- 고구려(高句麗) 유리명왕(瑠璃明王) 12년
- 백제(百濟) 온조왕(溫祚王) 11년